# Epic Rap Battles of History
Epic Rap Battles of History, officielt forkortet ERB eller ERBoH, er en YouTube serie lavet af Peter Shukoff (også kendt som Nice Peter) og Lloyd Ahlquist (også kendt som EpicLLOYD). Serien sætter berømte historiske og popkulturelle personer, både reelle og fiktive, mod hinanden i en rap battle. Pr. maj 2019 er det den 26. mest abonneret kanal på YouTube med over 14 millioner abonnenter og over 3 milliarder samlede antal visninger.
Selvom tidlige episoder af serien kun var med Nice Peter og EpicLLOYD, har senere episoder jævnligt haft gæsteoptrædener fra andre internetberømtheder såsom Lisa Donovan, Timothy DeLaGhetto, George Watsky, DeStorm Power, Jesse Wellens, Jenna Marbles, Ray William Johnson, Rhett and Link, Smosh og KassemG. Mediekendisser som rapperne Snoop Dogg og Chali 2na, komikeren "Weird Al" Yankovic, Jackie Tohn, og komikerduoen Keegan-Michael Key og Jordan Peele har også været med i serien.
Den 29. oktober 2013 blev ERB's single "Darth Vader vs. Hitler" deres første single til at få guld af Recording Industry Association of America (RIAA) i USA. Fem andre ERB singler blev efterfølgende også certificeret med guld.

## Historie og udvikling
Ideen til at rappe med historiske figure mod hinanden blev udtænkt af Ahlquist, der gav ideen til Shukoff som et improviseret show, som blev kaldt "Check OneTwo"; som de to arbejdede på improvisation af sketches, sammen med Zach Sherwin, der har optrådt på serien. De blev mødt med masser af besvær ved første videoer og besluttede, at de ville klare sig meget bedre som en YouTube-serie hvor de er forberedt, end et show hvor de skal improvisere. De første tre rap battles blev hver lavet på et $50 budget.
Før webserien var på YouTube, optog Nice Peter og EpicLLOYD deres første sang, som var en battle mellem Child's Play-antagonist Chucky og skuespilleren Michael J. Fox. Sangen var freestyle og dårligt lavet; som følge deraf blev den aldrig uploadet.
Den 26. september 2010 blev den første rap battle uploaded til YouTube, hvor de havde Shukoff som John Lennon og Ahlquist som Bill O'Reilly. Den 15. episode kaldet "Nice Peter vs EpicLLOYD", markerede afslutningen på den første sæson. Denne rap battle satte Ahlquist og Shukoff mod hinanden med cameos fra alle de andre karakterer, de havde spillet gennem de 14 tidligere episoder. I slutningen ankommer KassemG og ovetaler Peter og Lloyd om at fortætte med deres rap battles på deres egen kanal. Epic Rap Battles Of History vendte senere tilbage den 8. december 2011, på deres nye kanal (flyttet fra NicePeters personlige kanal), ERB, med behind-the-scenes-videoer på deres anden kanal, ERB2. Nice Peter og Maker Studios skabte også den officielle hjemmeside for serien, hvor fans kunne stemme på vinderne for hver video og læse korte komiske selvbiografier af hver karakter.
Den 27. september 2012, efter en fire måneders pause efter "Steve Jobs vs Bill Gates" blev en video udgivet på seriens YouTube-kanal, hvor EpicLLOYD (med stemme til en animation af Theodore Roosevelt) meddelte at nye episoder ville blive udgivet hver anden uge indtil juleferien, hvor man startede med den 22. episode "Frank Sinatra vs. Freddie Mercury" (udsendt 1. oktober 2012). "Moses vs. Santa Claus", udsendt den 10. december 2012, var den sidste rap battle før de tog på juleferie.
Den 17. februar 2013, blev Epic Rap Battles of History nomineret for fem Streamy Awards, hvor de vandt fire af dem. Shukoff og Ahlquist sang også en del af "Steve Jobs vs Bill Gates" live.
Den 9. september 2013, uploadede ERB en trailer på deres kanal omhandlende at Epic Rap Battles of History ville vende tilbage den 7. oktober 2013 med en tredje sæson. Den 14. oktober udgav ERB en anden video hvor EpicLLOYD var Theodore Roosevelt, i gang med at annoncere den kommende sæsons program. Den tredje sæson gik på pause efter udgivelsen af "Donald Trump vs. Ebenezer Scrooge" den 19. december 2013. I marts 2014 bekræftede en episode i Nice Peters ugentlige show The Monday Show, offentliggjort d. 11. marts, samt en tredje video af Epic Rap Battles of History News, offentliggjort d. 18. marts , at sæson 3 vil fortsætte den 5. maj 2014. "Weird" Al Yankovic, Smosh, og Rhett and Link blev også bekræftet som gæster/medværter. Den tredje sæson stoppede ved udgivelsen af "Artists vs. TMNT" den 14. juli 2014, hvor Teenage Mutant Ninja Turtles kæmpede mod deres europæiske kunstner-navnefæller fra Renæssancen.
Den 30. september 2014 blev en teaser-video for den fjerde sæson af Epic Rap Battles of History, med en rap battle med Ghostbusters mod MythBusters, offentliggjort; serien kom tilbage den 10. november 2014. Efterfølgende kom sæson 5 ud i 2016, efterfulgt af en pause på 2 år, indtil sæson 6 udkom i 2019.

## Cast

### Main cast
Peter "Nice Peter" Shukoff
| Sæson | Karakterer |
| ----- | --- |
| 1     | John Lennon, Darth Vader, Abraham Lincoln, Lady Gaga, Hulk Hogan, Ludwig van Beethoven, Stephen Hawking, Easter Bunny, Napoleon Dynamite, Vince Offer, Albus Dumbledore, The Cat in the Hat, Mr. Rogers, Christopher Columbus, hamselv                                      |
| 2     | Darth Vader, [ Master Chief], Luigi, Michael Jackson, Steve Jobs, HAL 9000 (stemme), Freddie Mercury, Abraham Lincoln, Tenth Doctor, Batman, Santa Claus, Nikola Tesla (stemme), Lance Armstrong, Wolfgang Amadeus Mozart, Grigori Rasputin, Vladimir Lenin, Vladimir Putin |
| 3     | Darth Vader, Blackbeard, Bob Ross, Donald Trump, Ghost of Christmas Yet to Come, Rick Grimes, Bill Nye, George Washington, Teenage Mutant Ninja Turtles (stemme) |
| 4     | Jamie Hyneman, Romeo Montague, Zeus (stemme), Steven Spielberg, Michael Bay, Jim Henson Boba Fett (stemme) |

Lloyd "EpicLLOYD" Ahlquist
| Sæson | Karakterer |
| ----- | --- |
| 1     | Bill O'Reilly, Adolf Hitler, Chuck Norris, "Macho Man" Randy Savage, Genghis Khan, Napoleon Bonaparte, Benjamin Franklin, Gandalf, Thing 1 and Thing 2, James T. Kirk, Himself                                      |
| 2     | Adolf Hitler, Leonidas I (stemme), Mario, Elvis Presley, Bill Gates, Frank Sinatra, Mitt Romney, Clint Eastwood, Robin, Christmas Elves, Adam, Thomas Edison, Babe Ruth, Skrillex, Joseph Stalin, Mikhail Gorbachev |
| 3     | Adolf Hitler, Al Capone, Pablo Picasso, J. P. Morgan, Walter White, Superman, William Wallace, Teenage Mutant Ninja Turtles (stemmer og portrættering)                                                              |
| 4     | Adam Savage, Stay Puft Marshmallow Man (stemme), Clyde Barrow, Thor (stemme), Hannibal Lecter, Alfred Hitchcock, Stan Lee Deadpool (stemme)                                                                         |

### Andre
| Skuespiller(inde)   | Karakterer                | Karakterer                                | Karakterer                     | Karakterer                 |
| Skuespiller(inde)   | Sæson 1                   | Sæson 2                                   | Sæson 3                        | Sæson 4                    |
| ------------------- | ------------------------- | ----------------------------------------- | ------------------------------ | -------------------------- |
| Zach Sherwin        | Albert Einstein           | Doc Brown, Sherlock Holmes                | Ebenezer Scrooge, Stephen King | Egon Spengler, Walt Disney |
| George Watsky       | William Shakespeare       | Fourth Doctor                             | Edgar Allan Poe                |                            |
| DeStorm Power       | Mr. T                     | Kanye West                                |                                | Shaka Zulu                 |
| Rhett and Link      | Wilbur and Orville Wright | Donatello di Niccolo og Leonardo da Vinci |                                |                            |
| Keegan-Michael Key  | Mahatma Gandhi            | Michael Jordan                            |                                |                            |
| Jordan Peele        | Martin Luther King, Jr.   | Muhammad Ali                              |                                |                            |
| Ray William Johnson | Boba Fett (stemme), Goku  |                                           |                                |                            |
| KassemG             | Sig selv                  | Sig selv                                  | Lando Calrissian               |                            |

## Episoder
| Sæsoner | Episoder | Første udsendelse  | Første udsendelse |
| Sæsoner | Episoder | Første afsnit      | Sidste afsnit     |
| ------- | -------- | ------------------ | ----------------- |
| 1       | 15       | 26. september 2010 | November 16, 2011 |
| 2       | 18       | 8. december 2011   | April 22, 2013    |
| 3       | 12       | 7. oktober 2013    | July 14, 2014     |
| 4       | 6        | 10. november 2014  | August 3, 2015    |

## Priser og nomineringer
| År   | Prisshow                               | Kategori                     | Resultat                                                                    |
| ---- | -------------------------------------- | ---------------------------- | --------------------------------------------------------------------------- |
| 2013 | 3rd Streamy Awards                     | Best Writing: Comedy         | Peter Shukoff, Lloyd Ahlquist                                               |
| 2013 | 3rd Streamy Awards                     | Best Online Musician         | Peter Shukoff                                                               |
| 2013 | 3rd Streamy Awards                     | Best Original Song           | Peter Shukoff, Lloyd Ahlquist ("Steve Jobs vs. Bill Gates")                 |
| 2013 | 3rd Streamy Awards                     | Best Music Series            | Epic Rap Battles of History                                                 |
| 2013 | 3rd Streamy Awards                     | Best Use of Fashion & Design | Mary Gutfleisch                                                             |
| 2013 | 1st YouTube Music Awards               | Video of the Year            | "Barack Obama vs Mitt Romney"                                               |
| 2013 | 1st YouTube Music Awards               | Artist of the Year           | Peter Shukoff, Lloyd Ahlquist                                               |
| 2014 | 4th Streamy Awards                     | Best Writing                 | Peter Shukoff, Lloyd Ahlquist, Zach Sherwin, Dante Cimadamore, Mike Betette |
| 2014 | 4th Streamy Awards                     | Music Video                  | "Goku vs. Superman"                                                         |
| 2014 | 4th Streamy Awards                     | Costume Design               | Sulai Lopez                                                                 |
| 2014 | 4th Streamy Awards                     | Editing                      | Andrew Sherman, Ryan Moulton, Daniel Turcan, Peter Shukoff                  |
| 2014 | 4th Streamy Awards                     | Collaboration                | Peter Shukoff, Lloyd Ahlquist, Snoop Dogg ("Moses vs. Santa Claus")         |
| 2015 | 26th Producers Guild of America Awards | Outstanding Digital Series   | Epic Rap Battles of History                                                 |

## Eksterne links
- Official website Arkiveret 29. november 2011 hos  Wayback Machine
- Official forums Arkiveret 29. juli 2013 hos  Wayback Machine